# صربيا الكبرى

من رؤى حدود صربيا الكبرى كما دعا إليها السياسي الراديكالي الصربي فويسلاف شيشلي، الذي حددته حدود فيروفيتيتسا – كارلوفاتس – كارلوباغ الافتراضية إلى الغرب.

يصف مصطلح صربيا الكبرى أو صربيا العظمى الإيديولوجية القومية والوحدوية الصربية لإنشاء دولة صربية من شأنها أن تضم جميع المناطق ذات الأهمية التقليدية للصرب، مجموعة عرقية جنوبية سلافية، بما في ذلك مناطق خارج صربيا الحديثة يسكنها الصرب جزئياً. كانت الإيديولوجية الرئيسية للحركة الأولية ( الوحدة الصربية ) هي توحيد جميع الصرب (أو جميع الأراضي التي يحكمها أو يسكنها الصرب) تاريخياً في دولة واحدة، تطالب، حسب النسخة، بمناطق مختلفة في العديد من البلدان المحيطة.
تشمل الأيديولوجية الصربية الكبرى مطالبات لأقاليم مختلفة بخلاف صربيا الحديثة، بما في ذلك يوغوسلافيا السابقة بأكملها باستثناء سلوفينيا وجزء من كرواتيا. ووفقاً للمؤرخ يوزو توماسيفيتش، في بعض الأشكال التاريخية، تشمل التطلعات الصربية الكبرى أيضًا أجزاء من ألبانيا وبلغاريا والمجر ورومانيا. إن مصدر إلهامها يأتي من وجود الإمبراطورية الصربية الكبيرة نسبيًا التي كانت موجودة في جنوب شرق أوروبا في القرن الرابع عشر قبل الفتح العثماني للبلقان.

## منظور تاريخي

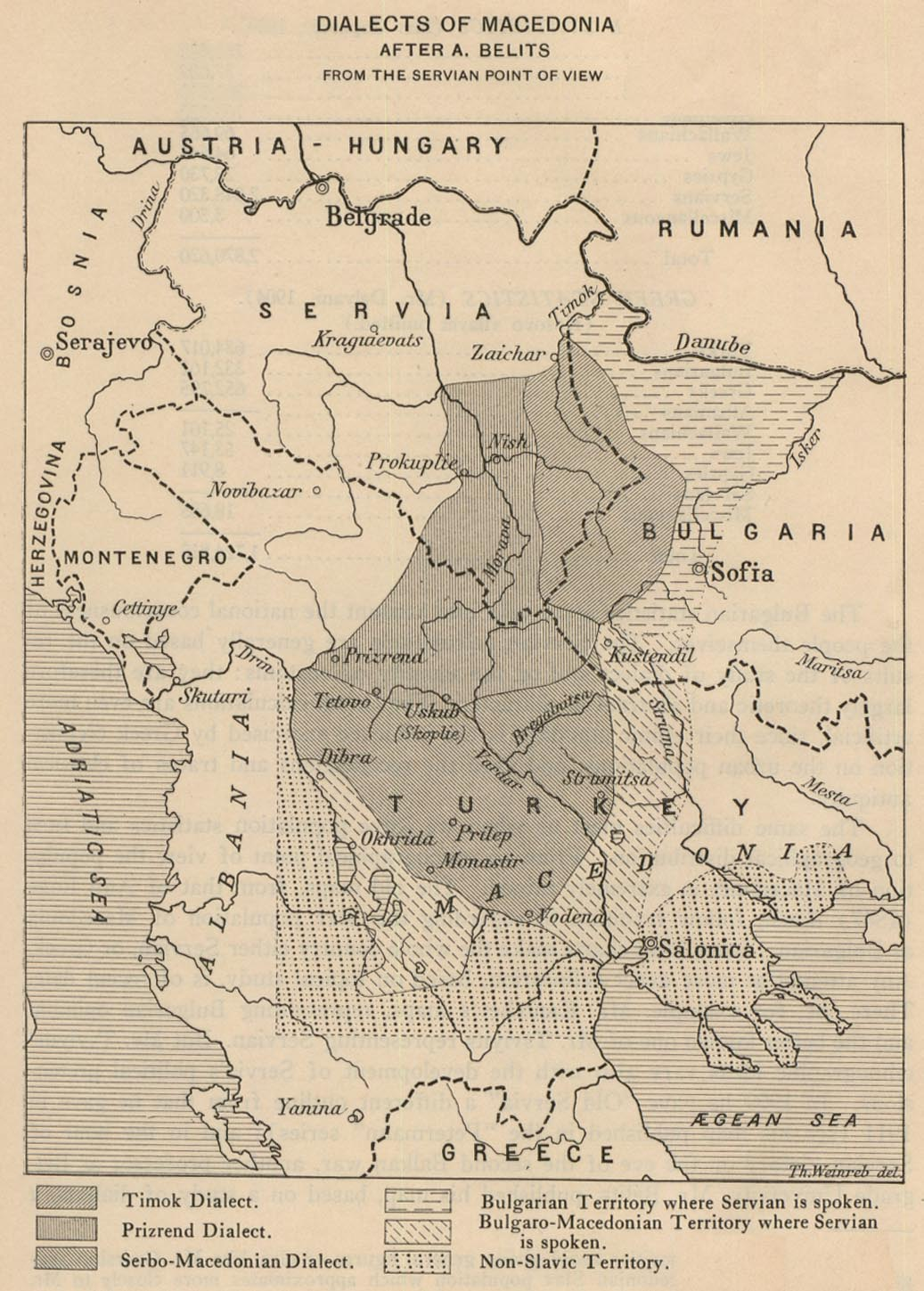
لهجات البلقان البلقانية 1914

بعد الاتجاه القومي المتزايد في أوروبا من القرن الثامن عشر فصاعدًا، مثل توحيد إيطاليا، شهدت صربيا – بعد حصولها لأول مرة على إمارتها داخل الدولة العثمانية عام 1817 – رغبة شعبية في التوحيد الكامل مع الصرب في المناطق المتبقية، خاصة أولئك الذين يعيشون في الكيانات المجاورة.
ظهرت فكرة التوسع الإقليمي لصربيا في عام 1844 في ناتشرتانيه، مسودة سياسية سرية لإمارة صربيا قدمتها إيليا غاراشانين، رجل دولة محافظ لديه تطلعات بسماركية. وفقا للمشروع، يمكن للدولة الصربية الجديدة أن تشمل المناطق المجاورة للجبل الأسود وشمال ألبانيا والبوسنة والهرسك. في أوائل القرن العشرين، كانت جميع الأحزاب السياسية في مملكة صربيا ( باستثناء الحزب الاشتراكي الديمقراطي) تخطط لإنشاء اتحاد البلقان، قبلت بشكل عام فكرة توحيد جميع الصرب في دولة صربية واحدة فقط ستكون جزءًا من اتحاد البلقان. ومنذ إنشاء الإمارة حتى الحرب العالمية الأولى، كانت أراضي صربيا تتوسع باستمرار.
بعد نهاية حروب البلقان، حققت مملكة صربيا التوسع نحو الجنوب، ولكن كان هناك رد فعل مختلط على الأحداث، لأنه لم يتم الوفاء بوعود الأراضي بالوصول إلى البحر الأدرياتيكي. بدلا من ذلك، استحوذت صربيا على أراضي فاردار مقدونيا التي كان من المفترض أن تصبح جزءًا من مملكة بلغاريا وكان على الجيش الصربي مغادرة تلك الأراضي الساحلية التي ستصبح جزءًا من إمارة ألبانيا المشكلة.

## التاريخ

### الاتحاد القومي الصربي من وجهة نظر أوبرادوفيتش
كان ديميتري أوبرادوفيتش (1739 – 1811) أول من صاغ الفكرة الحديثة القائمة على الاتحاد القومي الصربي، إذ كرّس هذا الكاتب والمفكر كتاباته إلى «الشعب السلافي الصربي»، الذي يضم حسب وصفه «سكان صربيا والبوسنة والهرسك والجبل الأسود ودالماسيا وكرواتيا وسيرميوم وبانات وباتشكا»، وإلى أفراد الشعب الذي عدّهم «أشقاءه الصرب جميعًا، بغض النظر عن كنيستهم ودينهم». كان من بين الأنصار الآخرين للاتحاد الصربي، المؤرخ يوفان راييتش والسياسي والمحامي سافا تيكليي، إذ نشر كلاهما أعمالًا تدعو إلى إدراج العديد من المناطق المذكورة أعلاه تحت اسم جامع واحد هو «الأراضي الصربية». لم يكن مفهوم الاتحاد القومي الصربي الذي تبناه هؤلاء الثلاثة مفهومًا إمبرياليًا، قائمًا على فكرة الغزو الصربي، بل كان مفهومًا عقلانيًا. اعتقدوا جميعًا أن من شأن العقلانية التغلب على حواجز الدين الذي قسّم الشعب السلافي إلى مسيحي أرثوذكسي وكاثوليكي ومسلم، فتوحد الشعوب كأمة واحدة.
طرح بيوتر الثاني بتروفيتش نيغوش (1813 - 1851) فكرة التوحيد والتجانس بالقوة.

### ناتشرتانيه غارشانين
يدعي بعض الكتاب أن جذور الأيديولوجية الصربية الكبرى تُنسب إلى ناتشرتانيه (مسودة سياسية سرية عن إمارة صربيا) (1844) للوزير الصربي إيليا غارشانين. استمدت ناتشرتانيه أفكارها وتأثرت «بتوجيهات مسار العمل المتبع إزاء صربيا»، وثيقةٌ كتبها الأمير البولندي آدم كزارتوريسكي عام 1843، وبالنسخة التي نقحها السفير البولندي في صربيا، فرانتيسيك زاك، «خطة زاك».
«يجب وضع خطة لا تحصر صربيا في حدودها الحالية، بل تسعى إلى استيعاب الشعب الصربي بأسره من حولها».
-  إيليا غارشانين، ناتشرتانيه
ادعت المسودة أن الأراضي التي كان يسكنها مواطنو بلغاريا ومقدونيا وألبانيا والجبل الأسود والبوسنة والمجر وكرواتيا، جزءٌ من صربيا الكبرى. تضمنت خطة غارشانين أيضًا سبلًا لنشر النفوذ الصربي في الأراضي المزعومة. اقترح أساليبًا للتأثير على الكروات والسلاف المسلمين، الذين اعتبرهم غارشانين «صربًا كاثوليك» و«صربًا مسلمين». أكدت الوثيقة أيضًا على ضرورة التعاون بين دول البلقان ودعت إلى وجوب أن تخضع البلقان لحكم دولٍ من البلقان نفسها.
ظلت هذه الخطة سرية حتى عام 1906 وفسرها البعض على أنها مخطط للتوحيد القومي الصربي، وشاغلها الرئيسي تعزيز مكانة صربيا من خلال غرس الأيديولوجية القومية الصربية وما يؤيدها في جميع الشعوب المجاورة التي تُعتبر مجردة من الوعي القومي. نظرًا لأن ناتشرتانيه كانت وثيقة سرية حتى عام 1906، فلم يكن لها أن تؤثر في الوعي القومي على المستوى الشعبي. ومع ذلك، يشير بعض العلماء إلى أنه منذ النصف الثاني من القرن التاسع عشر وحتى اندلاع الحرب العالمية الأولى، «كانت الجماعات السياسية الرائدة والطبقات الاجتماعية في صربيا مشبعة تمامًا بالأفكار المطروحة في ناتشرتانيه وتختلف فقط في حدة المشاعر وصياغة المفاهيم السياسية». ظهر أن السبب الكامن وراء فكرة توسيع الحدود الصربية هو انعدام الأمن السياسي، أكثر مما هو اليوغوسلافيوية أو القومية الصربية. تُعتبر هذه الوثيقة واحدةً من أكثر الوثائق إثارة للجدل في التاريخ الصربي في القرن التاسع عشر، بتفاسيرها المتزاحمة. يجادل بعض الباحثين بأن غارشانين كان يوغوسلافيًا شاملًا، في حين يؤكد آخرون أنه كان قوميًا صربيًا بالأخص، يسعى للوصول إلى صربيا الكبرى.

### الاتحاد القومي الصربي من وجهة نظر فوك كاراديتش
كان اللغوي الصربي الأكثر شهرة في القرن التاسع عشر، فوك كاراديتش، من أتباع الرأي القائل بأن جميع السلاف الجنوبيين الذين يتحدثون اللهجة الشتوكافية (من اللغة الصربية الكرواتية) كانوا من الصرب، الناطقين باللغة الصربية. دل هذا التعريف ضمنًا على مناطق شاسعة من كرواتيا الأوروبية، ودالماسيا، والبوسنة والهرسك، بما في ذلك المناطق التي يسكنها الروم الكاثوليك - يعتبر البعض فوك كاراديتش السلف الرائد لخطة صربيا الكبرى. بتعبير أدق، كان كاراديتش من صاغ معالم الوعي القومي الصربي العلماني الحديث، بهدف دمج جميع المتحدثين الأصليين باللهجة الشتوكافية (الأرثوذكس الشرقيين، الكاثوليك، المسلمين) في دولة صربية حديثة واحدة. يعتبر المؤرخ الألماني مايكل وايثمان أن كاراديتش قد عبّر عن فكرة أيديولوجية وسياسية خطيرة في شكل علمي، تقول بأن جميع السلاف الجنوبيين هم من الصرب، في حين يعتبر المؤرخ التشيكي يان ريتشليك أن كاراديتش أصبح من دعاة أيديولوجية صربيا الكبرى وطرح نظرية تعتبر أن جميع اليوغوسلافيين المتحدثين باللهجة الشتوكافية هم من الصرب.
هناك ما لا يقل عن 5 ملايين شخص يتحدثون اللغة ذاتها، ولكن حسب الدين يمكن تقسيمهم إلى ثلاث مجموعات ... يعتبر أول ثلاثة ملايين فقط أنفسهم صربًا، لكن البقية لن يقبلوا المسمى.
- فوك كاراديتش، (الصرب جميعهم وفي كل مكان)
لا يتفق أندرو باروخ واشتيل (صنع أمة، انهيار أخرى) مع هذا الرأي، إذ رأى أن كاراديتش مؤيد لوحدة السلاف الجنوبيين، وإن كان ذلك بمعنى محدود، فتعريفه اللغوي شدد على ما وحد السلاف الجنوبيين وليس على الاختلافات الدينية التي قسمتهم في وقت سابق. ومع ذلك، قد يجادل المرء بأن مثل هذا التعريف متحيز للغاية: أعلن كاراديتش بوضوح وصراحة أن هدفه توحيد جميع المتحدثين الأصليين باللهجة الشتوكافية الذين عرّفهم بالصرب. لذلك، كان الهدف السياسي اللغوي الرئيسي لفوك كاراديتش نمو المملكة الصربية وفقًا لأفكاره الاثنية اللغوية وليس نوعًا من الوحدة، بأي قبيل منها، بين الصرب والأمم الأخرى.

### حروب البلقان
نُفذت فكرة استعادة الأراضي الصربية التاريخية عدة مرات خلال القرنين التاسع عشر والعشرين، ولا سيما في توسع صربيا جنوبًا خلال حروب البلقان. ادعت صربيا وجود «حقوق تاريخية» في حيازة مقدونيا، التي حصل عليها ستيفن دوشان في القرن الرابع عشر.
...من أجل الاستقلال الاقتصادي، يجب أن تحصل صربيا على منفذ إلى البحر الأدرياتيكي وأحد أجزاء الساحل الألباني: من خلال احتلال المنطقة أو الحصول على حقوق اقتصادية وامتيازات الشحن إلى هذه المنطقة. وبالتالي، يعني هذا احتلال أرض أجنبية من الناحية الإثنوغرافية، ولكن يجب احتلالها تحديدًا بسبب المصالح الاقتصادية الهامة والاحتياجات الحيوية.
        - يوفان سفييتش
حققت صربيا توسعًا إقليميًا كبيرًا في حروب البلقان وضاعفت أراضيها تقريبًا، بمناطق مأهولة بمعظمها من غير الصرب (الألبان والبلغاريون والأتراك وغيرهم). كان الوصول إلى البحر المفتوح أهم أهداف صربيا في حروب البلقان. لذا احتلت مملكة صربيا معظم المناطق الداخلية لألبانيا وساحلها على البحر الأدرياتيكي. ارتكب الجيش الصربي وعناصر جيش الجبل الأسود سلسلة من المذابح الألبانية في حروب البلقان. بحسب تقرير اللجنة الدولية حول حروب البلقان، تعتبر صربيا الأراضي التي ضُمت «تبعية، نوعًا من مستعمرة محتلة، قد يحكمها هؤلاء الغزاة بدواعي سرورهم». خضعت الأراضي المكتسبة حديثًا للحكم العسكري ولم تدخل في نظام صربيا الدستوري. طالبت الصحافة المعارضة بسيادة القانون على سكان الأراضي التي ضُمت وبتوسيع دستور مملكة صربيا ليشمل هذه المناطق.
استولى الجيش الملكي الصربي على دورِس في 29 نوفمبر 1912 دون أي مقاومة. رحب جايكوب، مطران دورس المسيحي الأرثوذكسي، ترحيبًا حارًا بالسلطات الجديدة. وبفضل وساطة جايكوب لدى السلطات الصربية، أُنقذت العديد من وحدات حرب العصابات الألبانية وجُنبت الإعدام.
ومع ذلك، انسحب جيش مملكة صربيا من دورس في أبريل 1913 تحت ضغط الأسطول البحري للقوى العظمى، لكنه ظل في أجزاء أخرى من ألبانيا طوال الشهرين التاليين.

## الأحداث الأخيرة

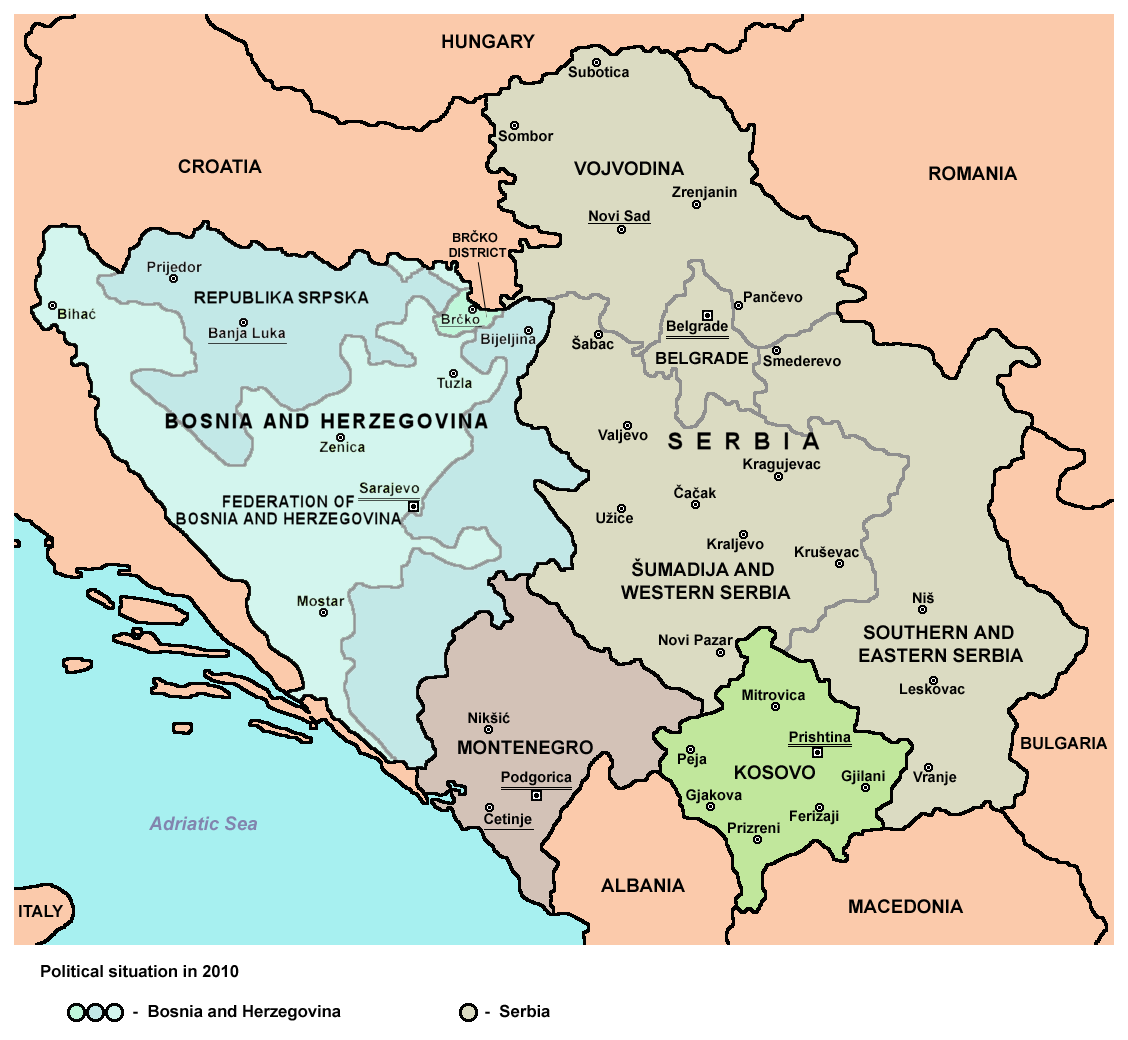
منطقة وسط وشرق يوغوسلافيا السابقة

ظهرت حركة في عام 2011 تدعو إلى توحيد جمهورية صربسكا مع صربيا، لاقت هذه الفكرة حركة مضادة من اتحاد البوسنة والهرسك الذي يرى فيها خرق لاتفاق دايتون، في حين يرى الصرب أن ذلك من حقهم وفقا لمبدأ حق تقرير المصير. ظهرت الفكرة مرة أخرى مع نشر وسائل الإعلام البلقانية ورقتان غير رسميتان مجهولتا المصدر في عام 2021، يزعم أن حكومة سلوفينيا هي من صاغتهما، دعت إحدى الورقتين إلى "التفكك السلمي" للبوسنة والهرسك، وضم جمهورية صربسكا إلى صربيا الكبرى، وأجزاء كبيرة من الهرسك ووسط البوسنة إلى كرواتيا الكبرى، وتبقى دولة بوسنية صغيرة في وسط وغرب البوسنة.

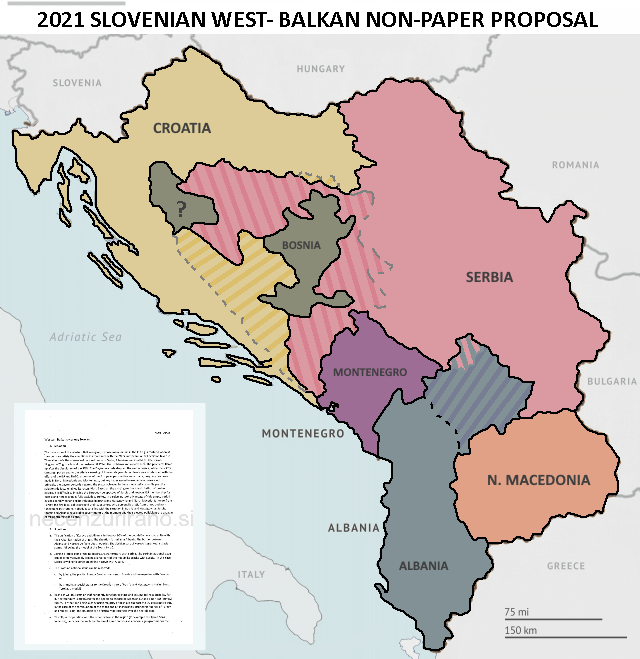
خريطة غرب البلقان في الورقة غير الرسمية الأولى

كما بدأ الساسة الصرب باستخدام مصطلح العالم الصربي (بالصربية: Srpski svet) بدلا من صربيا الكبرى، من أبرزهم ألكسندر فولين. ويؤكد بعض الباحثين أن فكرة العالم الصربي نسخة عن المشروع المعروف باسم العالم الروسي. صرّح فولين – بصفته نائبًا لرئيس وزراء صربيا – في كلمة له في بانيا لوكا في نوفمبر 2024 بأن "عملية إنشاء العالم الصربي، عملية التوحيد، قد بدأت". وقد فسّرت العديد من وسائل الإعلام الإقليمية والمحللين السياسيين هذا القول على أنه أنه إحياء لمفهوم صربيا الكبرى.
استضاف الرئيس الصربي ألكسندر فوتشيتش فعالية عُرفت باسم جمعية عموم الصرب في بلغراد في 8 يونيو 2024، جمعت ممثلين عن الصرب من مختلف أنحاء جمهوريات يوغوسلافيا السابقة. وبحسب ما أورده العالم السياسي ألكسندر روترت، فإن فولين صرّح بأن الهدف الاستراتيجي لهذه الجمعية يتمثل في تنفيذ مشروع العالم الصربي، من خلال إقامة دولة أو كيان سياسي يعيش فيه جميع الصرب. وقد أصدرت الجمعية وثيقة بعنوان إعلان الصرب العام، تؤكد على أن كوسوفو جزء لا يتجزأ من صربيا، كما تعتبر أن جمهورية صربسكا تمثل مصلحة وطنية صربية.

## أنظر أيضًا
- البوسنة الكبرى
- كرواتيا الكبرى